# Cicindela belfragei
Cicindela belfragei är en skalbaggsart som först beskrevs av Sallé 1877.  Cicindela belfragei ingår i släktet Cicindela och familjen jordlöpare. Inga underarter finns listade i Catalogue of Life.